# Grouvellinus caucasicus
Grouvellinus caucasicus is een keversoort uit de familie beekkevers (Elmidae). De wetenschappelijke naam van de soort werd in 1839 als Macronychus caucasicus gepubliceerd door Victor Ivanovitsch Motschulsky.